# Једног дана мој Јамеле
Једног дана мој Јамеле је југословенски ТВ филм из 1967. године. Режирао га је Александар Ђорђевић, а сценарио је писао Филип Давид.

## Улоге
| Глумац            | Улога |
| ----------------- | ----- |
| Милан Ајваз       |       |
| Светлана Бојковић |       |
| Михаило Јанкетић  |       |
| Ђорђе Јелисић     |       |
| Татјана Лукјанова |       |
| Васа Пантелић     |       |
| Марко Тодоровић   |       |